# Barbara Buczek
Barbara Buczek (* 9. Januar 1940 in Krakau; † 17. Januar 1993 ebenda) war eine polnische Komponistin, Pianistin und Musikpädagogin.
Buczek hatte bei ihrem Vater ersten Klavierunterricht, den sie am Konservatorium von Krakau und von 1959 bis 1965 bei Ludwik Stefański fortsetzte. Von 1969 bis 1974 studierte sie an der Staatlichen Musikhochschule Komposition bei Bogusław Schaeffer. 1984 nahm sie am internationalen Komponistensemiar in Boswil teil. 1990 verteidigte sie an der Maria-Curie-Skłodowska-Universität ihre Doktorarbeit über zeitgenössische Musik und bildende Kunst. Sie unterrichtete Klavier, Kontrapunkt und Komposition an der Musikakademie Krakau und verfasste Artikel über zeitgenössische Musik. Für ihre Kompositionen erhielt sie mehrere Auszeichnungen, darunter 1970 den dritten Preis beim Grzegorz-Fitelberg-Wettbewerb in Kattowitz für Dwie Impresje, 1982 den Preis beim Internationalen Niccolò-Paganini-Wettbewerb in Rom für ihr Violinkonzert und 1985 den dritten Preis beim internationalen Kompositionswettbewerb in Wien für ihr Streichquartett Transgressio.

## Werke
- Sonata breve per pianoforte (1968)
- Mikrosonata für Violine solo (1968)
- Studium nr 1 für Flöte (1968)
- I. Streichquartett (1968)
- Kwintet für Blasinstrumente (1969)
- Koncert wokalny für zwölf Solostimmen (1969)
- Studium für Violine solo (1970)
- Metafonie für großes Orchester (1970)
- Utwór dla dwóch wykonawców für Flöte, Klavier und Cello (1970)
- Dwie impresje für Orchester (1970)
- Labirynt für großes Orchester (1974)
- Anekumena. Konzert für 89 Instrumente (1974)
- Sekstet für Flöte, Bratsche, Cello, Sopran und zwei Klaviere (1974)
- Assemblage für Altflöte und Streichorchester (1975)
- Simplex für Orchester (1976)
- Duodecet smyczkowy (1976)
- Eidos I für Violine solo (1977)
- Eidos II [wersja I] für Tuba (1977)
- Hipostaza, Quintett für Sopran, Flöte, Vibraphon, Cello und Saxophon (1978)
- Eidos III für Fagott solo (1979)
- Koncert für Violine und Orchester (1979)
- Désunion für Sopran und Kontrabass (1982)
- Eidos II [wersja II] für Tuba und Klavier (1984)
- Motet für Instrumente, Rezitator, Bariton und Tonband (1984)
- II. Streichquartett "Transgressio" (1985)
- Primus inter pares für Horn und sechs Instrumente oder Flöte, Sopransaxophon, Bassklarinette, Violine und Kontrabass (1985)
- Koncert für Cello, Chor und Orchester (1986)
- Les sons ésotériques für Flöte, Computer und Tonband (1989)
- Les accords ésotériques für Klavier (1991)
- Eidos IV für Klavier (1991)
- Intermezzo für Klavier (1992)